# Алтай-Таван-Богд (національний парк)
Національний парк Алтай-Таван-Богд (монг. Алтай Таван богд байгалийн цогцолбор газар, Природний комплекс п'яти святинь Алтаю) розташований на крайньому заході Монголії, межує з Росією та Китаєм. Парк засновано у 1996 році, площа 6362 км², розташований на південь від найвищої гори Монголії Куйтен-Уул. Він включає сомони Улаанхус, Сагсай, Ценгел Баян-Уйгульського аймаку. Територія парку включає хребти Монгольського та Гобійського Алтаю, з величезними масивами курумів, гірських лісів, луків і напівпустель, озер і річкових долин.

Мапа національного парку

Хребти є надійною схованкою для найбільшого барана — аргалі. Окрім того льодовики Монгольського Алтаю забезпечують водяними ресурсами озера з системи Великих Озер. Серед них найбільший монгольський льодовик Потаніна площа якого складає 23 км², що разом з іншими льодовиками живить річки, прямуючі в Улоговину Великих Озер. На терені парку розташовані великі озера Хотон-Нуур, Хургон-Нуур и Даян-Нуур.

## Клімат
Клімат високогірних пустель надзвичайно суворий з сильними морозами, вітрами, коротким вегетативним сезоном.

## Фауна та флора
На території національного парку прижились унікальні рослини, рідкісні та зникаючі види тварин: аргалі, сніжний барс, євроазійська видра, лось, кам'яна куниця. Територія національного парку багата історичними пам'ятками культури.
Для відвідин національного парку необхідний спеціальний дозвіл який коштує 3000 тугриків, за проникнення на територію парку без дозволу передбачено арешт.